# El Salvador op de Olympische Zomerspelen 1968
El Salvador debuteerde op de Olympische Spelen tijdens de Olympische Zomerspelen 1968 in Mexico-Stad, Mexico. Het wist tot op heden (medio 2008) nog nooit een medaille te winnen.

## Deelnemers en resultaten

### Atletiek
| Olympiër            | Discipline            | Resultaat | Prestatie                                 |
| ------------------- | --------------------- | --------- | ----------------------------------------- |
| Rafael Santos       | 100m (m)              | 64e       | serie 8: 8ste in 11,22                    |
| José Astacio        | 200m (m)              | 48e       | serie 6: 6de in 23,13                     |
| José Astacio        | 400m (m)              | 55e       | serie 4: 7de in 52,92                     |
| Alfredo Cubías      | 800m (m)              | 41e       | serie 4: 8ste in 2.08,7                   |
| Alfredo Cubías      | 1500m (m)             | 52e       | serie 3: 10de in 4.32,58                  |
| Rafael Santos       | 100m (m)              | 36e       | serie 2: 13de in 11.19,23                 |
| Roberto Castellanos | 20km snelwandelen (m) | 29e       | 1:58.48,0                                 |
| Ricardo Cruz        | 50km snelwandelen (m) | 28e       | 5:56.22,0                                 |
| Mauricio Jubis      | kogelstoten (m)       | 19e       | kwalificatie groep B: 9de met 12,92m      |
| Mauricio Jubis      | discuswerpen (m)      | 27e       | kwalificatie groep B: 13de met 36,18m     |
| Mauricio Jubis      | kogelslingeren (m)    | 22e       | kwalificatie groep B: 11de met 37,46m     |
|                     |                       |           |                                           |
| Cecilia Sosa        | 100m (v)              | 41e       | serie 6: 7de in 13,7                      |
| Cecilia Sosa        | 80m horden (v)        | 32e       | serie 5: 6de in 12,8                      |
| Cecilia Sosa        | verspringen (v)       | DNF       | kwalificatie groep B: geen geldige poging |
| Rosario Martínez    | kogelstoten (v)       | 14e       | 10,18m                                    |

### Gewichtheffen
| Olympiër          | Discipline  | Resultaat | Prestatie                                                                            |
| ----------------- | ----------- | --------- | ------------------------------------------------------------------------------------ |
| Alex Martínez     | -56kg (m)   | 13e       | duwen: 14de met 87,5kg trekken: 14de met 80kg stoten: 13de met 100kg totaal: 267,5kg |
| Valerio Fontanals | -67,5kg (m) | DNF       | duwen: 19de met 87,5kg trekken: 18de met 95kg stoten: geen geldige poging            |

### Schietsport
| Olympiër              | Discipline             | Resultaat | Prestatie   |
| --------------------- | ---------------------- | --------- | ----------- |
| Helio Castro          | 50m geweer 3 houdingen | 59e       | 1046 punten |
| Juan Antonio Valencia | 50m geweer 3 houdingen | 62e       | 1013 punten |
| Ricardo Menéndez      | 50m geweer liggend     | 81e       | 578 punten  |
| Tomás Vilanova        | 50m geweer liggend     | 74e       | 581 punten  |
| Ricardo Menéndez      | 50m pistool            | 58e       | 519 punten  |
| Helio Castro          | 25m snelvuurpistool    | 55e       | 533 punten  |
| Tomás Vilanova        | 25m snelvuurpistool    | 49e       | 561 punten  |
| Andrés Amador         | skeet                  | 43e       | 175 punten  |
| Ricardo Soundy        | skeet                  | 50e       | 147 punten  |
| Roberto Soundy        | trap                   | 54e       | 125 punten  |

### Voetbal
| Olympiër | Discipline | Resultaat | Prestatie                                                            |
| --- | ---------- | --------- | -------------------------------------------------------------------- |
| Ricardo Martínez Roberto Rivas Guillermo Castro Edgardo Martínez Jorge Vásquez José Ruano Salvador Cabezas Alberto Villalta José Quintanilla Mauricio Rodríguez Elmer Acevedo Mario Flores Mauricio González Juan Ramón Martínez Víctor Azucar Sergio Méndez José Manuel Angel Joaquin Alabi Gualberto Fernández | mannen     | 15e       | groep C: 4de V van Hongarije: 0-4 V van Israël: 1-3 G van Ghana: 1-1 |

| Groep C |             |             |             |             |             |            |            |            |        |
| #       | Land        | Wedstrijden | Wedstrijden | Wedstrijden | Wedstrijden | Doelpunten | Doelpunten | Doelpunten | Punten |
| #       | Land        | G           | W           | G           | V           | V          | T          | Saldo      | Punten |
| 1       | Hongarije   | 3           | 2           | 1           | 0           | 8          | 2          | +4         | 5      |
| 2       | IJsland     | 3           | 2           | 0           | 1           | 8          | 6          | +2         | 4      |
| 3       | Ghana       | 3           | 0           | 2           | 1           | 6          | 8          | -1         | 2      |
| 4       | El Salvador | 3           | 0           | 1           | 2           | 2          | 8          | –5o        | 1      |

| Ronde      | Datum       | Plaats      | Land | Score       | Land |
| ---------- | ----------- | ----------- | ---- | ----------- | ---- |
| Groepsfase |             |             |      |             |      |
| 13 oktober | Guadalajara | Hongarije   | 4-0  | El Salvador |      |
| 15 oktober | Léon        | Israël      | 3-1  | El Salvador |      |
| 17 oktober | Léon        | El Salvador | 1-1  | Ghana       |      |

### Wielersport
| Olympiër                                                   | Discipline         | Resultaat | Prestatie      |
| Weg                                                        | Weg                | Weg       | Weg            |
| ---------------------------------------------------------- | ------------------ | --------- | -------------- |
| Mauricio Bolaños                                           | wegwedstrijd (m)   | DNF       | niet gefinisht |
| Francisco Funes                                            | wegwedstrijd (m)   | DNF       | niet gefinisht |
| David Miranda                                              | wegwedstrijd (m)   | DNF       | niet gefinisht |
| Juan Molina                                                | wegwedstrijd (m)   | DNF       | niet gefinisht |
| Mauricio Bolaños Francisco Funes David Miranda Juan Molina | ploegentijdrit (m) | 24e       | 2:39.38,39     |

### Zeilen
| Olympiër                     | Discipline      | Resultaat | Prestatie                          |
| ---------------------------- | --------------- | --------- | ---------------------------------- |
| Carlos Ruiz                  | finn            | 34e       | 212 punten: (37-35-36-39-42-30-35) |
| Mario Aguilar Manuel Escobar | flying dutchman | 30e       | 206 punten: (31-36-36-36-35-33-35) |

### Zwemmen
| Olympiër                                                      | Discipline            | Resultaat | Prestatie               |
| ------------------------------------------------------------- | --------------------- | --------- | ----------------------- |
| José Alvarado                                                 | 100m vrije slag (m)   | 62e       | serie 1: 8ste in 1.02,0 |
| Ernesto Durón                                                 | 100m vrije slag (m)   | 63e       | serie 9: 8ste in 1.03,8 |
| Salvador Vilanova                                             | 100m vrije slag (m)   | 56e       | serie 5: 8ste in 59,6   |
| José Alvarado                                                 | 200m vrije slag (m)   | 56e       | serie 6: 8ste in 2.20,2 |
| Ernesto Durón                                                 | 200m vrije slag (m)   | 57e       | serie 9: 5de in 2.24,1  |
| Salvador Vilanova                                             | 200m vrije slag (m)   | 50e       | serie 1: 6de in 2.14,6  |
| Rubén Guerrero                                                | 400m vrije slag (m)   | 32e       | serie 6: 6de in 4.50,8  |
| Friedrich Jokisch                                             | 400m vrije slag (m)   | 36e       | serie 4: 5de in 5.09,2  |
| Rubén Guerrero                                                | 1500m vrije slag (m)  | 21e       | serie 4: 6de in 19.36,4 |
| Arturo Carranza                                               | 100m rugslag (m)      | 37e       | serie 4: 6de in 1.17,4  |
| Friedrich Jokisch                                             | 100m rugslag (m)      | 36e       | serie 1: 5de in 1.13,7  |
| Arturo Carranza                                               | 100m schoolslag (m)   | 38e       | serie 4: 7de in 1.28,0  |
| Abel Muñoz                                                    | 100m schoolslag (m)   | 37e       | serie 2: 6de in 1.19,4  |
| Eduardo Ramos                                                 | 100m schoolslag (m)   | 39e       | serie 6: 6de in 1.31,2  |
| Abel Muñoz                                                    | 200m schoolslag (m)   | 36e       | serie 3: 8ste in 3.02,8 |
| Rubén Guerrero                                                | 100m vlinderslag (m)  | 46e       | serie 6: 7de in 1.10,1  |
| Friedrich Jokisch                                             | 100m vlinderslag (m)  | 47e       | serie 4: 7de in 1.10,5  |
| Salvador Vilanova                                             | 100m vlinderslag (m)  | 43e       | serie 3: 7de in 1.06,4  |
| Arturo Carranza                                               | 200m vlinderslag (m)  | 30e       | serie 1: 6de in 2.47,3  |
| Rubén Guerrero                                                | 200m wisselslag (m)   | 42e       | serie 1: 8ste in 2.37,5 |
| Friedrich Jokisch                                             | 200m wisselslag (m)   | 44e       | serie 6: 7de in 2.41,6  |
| Salvador Vilanova                                             | 200m wisselslag (m)   | 38e       | serie 5: 6de in 2.33,8  |
| Salvador Vilanova Rubén Guerrero José Alvarado Ernesto Durón  | 4x100m vrije slag (m) | 16e       | serie 1: 8ste in 4.08,3 |
|                                                               |                       |           |                         |
| Carmen Ferracuti                                              | 100m vrije slag (v)   | 52e       | serie 7: 5de in 1.08,5  |
| Rosa Hasbún                                                   | 100m vrije slag (v)   | 54e       | serie 6: 8ste in 1.10,0 |
| Donatella Ferracuti                                           | 200m vrije slag (v)   | 33e       | serie 3: 6de in 2.28,2  |
| Carmen Ferracuti                                              | 100m rugslag (v)      | 36e       | serie 5: 6de in 1.17,8  |
| Rosa Hasbún                                                   | 100m rugslag (v)      | 39e       | serie 2: 7de in 1.20,5  |
| Carmen Ferracuti                                              | 200m rugslag (v)      | 29e       | serie 4: 6de in 2.52,6  |
| Rosa Hasbún                                                   | 200m rugslag (v)      | 30e       | serie 5: 8ste in 2.56,2 |
| María Castro                                                  | 100m schoolslag (v)   | 32e       | serie 5: 7de in 1.36,9  |
| Celia Jokisch                                                 | 100m schoolslag (v)   | 33e       | serie 2: 7de in 1.46,6  |
| María Moreño                                                  | 100m schoolslag (v)   | 31e       | serie 3: 6de in 1.27,2  |
| María Moreño                                                  | 200m schoolslag (v)   | 30e       | serie 4: 7de in 3.15,4  |
| Carmen Ferracuti                                              | 200m wisselslag (v)   | 31e       | serie 5: 6de in 2.44,7  |
| Donatella Ferracuti                                           | 200m wisselslag (v)   | 35e       | serie 2: 6de in 2.48,6  |
| María Moreño                                                  | 200m wisselslag (v)   | 37e       | serie 4: 7de in 2.51,1  |
| María Moreño Rosa Hasbún Donatella Ferracuti Carmen Ferracuti | 4x100m vrije slag (m) | 16e       | serie 2: 5de in 4.39,8  |
| Rosa Hasbún María Moreño Carmen Ferracuti Donatella Ferracuti | 4x100m wisselslag (m) | 14e       | serie 1: 8ste in 5.12,6 |

Afghanistan · Algerije · Amerikaanse Maagdeneilanden · Argentinië · Australië · Bahama's · Barbados · België · Bermuda · Birma · Bolivia · Bondsrepubliek Duitsland · Brazilië · Brits-Honduras · Bulgarije · Canada · Centraal-Afrikaanse Republiek · Ceylon · Chili · Colombia · Congo-Kinshasa · Costa Rica · Cuba · Denemarken · Dominicaanse Republiek · Duitse Democratische Republiek · Ecuador · El Salvador · Ethiopië · Fiji · Filipijnen · Finland · Frankrijk · Ghana · Griekenland · Groot-Brittannië · Guatemala · Guinee · Guyana · Honduras · Hongarije · Hongkong · Ierland · IJsland · India · Indonesië · Irak · Iran · Israël · Italië · Ivoorkust · Jamaica · Japan · Joegoslavië · Kameroen · Kenia · Koeweit · Libanon · Libië · Liechtenstein · Luxemburg · Madagaskar · Maleisië · Mali · Malta · Marokko · Mexico · Monaco · Mongolië · Nederland · Nederlandse Antillen · Nicaragua · Nieuw-Zeeland · Niger · Nigeria · Noorwegen · Oeganda · Oostenrijk · Pakistan · Panama · Paraguay · Peru · Polen · Portugal · Puerto Rico · Roemenië · San Marino · Senegal · Sierra Leone · Singapore · Soedan · Sovjet-Unie · Spanje · Suriname · Syrië · Taiwan · Tanzania · Thailand · Trinidad en Tobago · Tunesië · Turkije · Tsjaad · Tsjecho-Slowakije · Uruguay · Venezuela · Verenigde Arabische Republiek · Verenigde Staten · Vietnam · Zambia · Zuid-Korea · Zweden · Zwitserland